# Ісламський тероризм

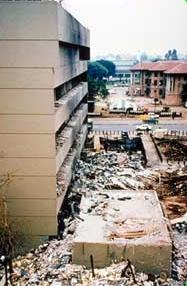
Наслідки вибуху біля посольства США в Найробі

Ісламський тероризм — є однією з форм тероризму, свідоме застосування мусульманами насилля для отримання різних політичних цілей в ім'я релігії. Тактика насильницьких розправ з опонентами, що знаходить собі ідеологічне обґрунтування та виправдання в трактуваннях мусульманського віровчення як спрямована на захист ісламського світу від впливу чи агресії немусульманських країн та ідеологій, особливо західного світу.
Останнім часом — найпоширеніша за кількістю проявів форма тероризму.
Зазвичай використовується радикальними, екстремістськими ісламськими організаціями, членів таких організацій називають ісламістами або бойовиками-ісламістами. Нерідко поєднується з етнонаціоналістичним тероризмом.
Тактика ісламських терористичних організацій включає в себе застосування атак терористів-смертників, політичні вбивства, підриви важливих об'єктів, викрадення літаків та ін. транспортних засобів, викрадення людей, захоплення заручників, залякування цивільного населення, вербування нових членів через Інтернет тощо.
Для виправдання цієї тактики зазвичай використовуються розпливчасті посилання на приписаний правовірним обов'язок вести джихад, хоча багато мусульманські богослови та релігієзнавці ставлять під сумнів трактування цього обов'язку як необхідність фізичних розправ.

## Термінологія
Джордж Вокер Буш і Тоні Блер (президент США і прем'єр-міністр Великобританії відповідно під час терактів 11 вересня) неодноразово заявляли, що війна проти тероризму не має нічого спільного з ісламом. Інші діячі в ісламському світі та за його межами, які виступають проти його використання на підставі відсутності зв’язку між ісламом і тероризмом, включають Імрана Хана, прем’єр-міністра Пакистану, та академіка Брюса Лоуренса.
У січні 2008 року Управління громадянських прав і громадянських свобод Міністерства внутрішньої безпеки США опублікувало звіт під назвою «Термінологія для визначення терористів: рекомендації американських мусульман», який розпочався словами:
Слова мають значення. Термінологія, яку використовують вищі урядовці, повинна точно визначати характер викликів, з якими стикається наше покоління. Водночас термінологія також має бути стратегічною – вона має уникати допомоги терористам шляхом роздування релігійних основ і гламурної привабливості їхньої ідеології.

## Історія
Коріння ісламського тероризму простежується з ХІ століття, від таємного войовничого ордену Асасинів, який широко застосовував шантаж, вбивства, насильство проти політичних та релігійних опонентів.
Сучасний ісламський тероризм має свої витоки в ХІХ столітті. Поява та поширення з XVIII ст. ваххабітського руху надихали інші течії ісламського фундаменталізму у ХІХ та ХХ століттях. Хвилі політично мотивованих терористичних рухів в Європі у XVIII ст. (Народна Воля, Ірландське Республіканське Братство, Вірменська Революційна Федерація) та на початку ХІХ ст. (ІРА, Ізраїльська Національна військова організація) служили прикладами для наслідування для ісламістів протягом XX століття і після. Під час холодної війни Сполучені Штати та Велика Британія підтримали зростання фундаменталістських груп на Близькому Сході і в Південній Азії як муру від Радянської експансії, а також для послаблення антизахідних націоналістичних рухів в деяких країнах.
Ескалація тероризму наприкінці XX століття простежується після трьох поворотних подій: Ісламська революція в Ірані, глобальне релігійне відродження після закінчення холодної війни, і виведення радянських військ з Афганістану. Американський історик Волтер Лакер акцентує на радянському вторгненні до Афганістану як «глобальному тригері» ісламського тероризму.

Також серед причин виникнення ісламського тероризму називають прагнення врятувати традиційний мусульманський суспільний устрій від швидкого розпаду при близькому соціокультурному контакті з цінностями західної цивілізації. 
Особливо гостро реагував мусульманський світ на нову хвилю культуртрегерства в міру поглиблення науково-технічної революції, не без підстав побоюючись, що впровадження на національному ґрунті європейського способу життя неминуче призведе до розпаду традиційного суспільства, руйнування його морально-етичної основи, до втрати національної самобутності.—  Вірабов А.. Активізація руху ісламізму //  Оглядач — Observer. — 1992. — № 23 (27)

## Особливості
Ісламістський тероризм є одним з варіантів релігійного тероризму. Його характерною рисою є виправдання вбивства мирних жителів, включаючи жінок та дітей, оскільки вони розглядаються як складова частина ворожої системи — фінансують армію податками та «своїм мовчанням та схваленням», є потенційними солдатами.
Професор Дамаського університету Садік Аль-Азм вважає, що ісламізм вводиться в практику через «відродження поняття ісламського джихаду (священної війни) в його найсильніших формах», а тероризм є невід'ємною рисою ісламізму — як спосіб завдати ворогові максимальної шкоди без урахування будь-яких довготривалих наслідків навіть для самого ісламу.
Французький політолог Тьєррі Вольтон зазначає, що ісламський тероризм не являє собою єдиної структури із загальним керуванням. Окремі групи існують автономно і часто не пов'язані між собою. Він вважає, що зменшенню терористичної загрози може сприяти демократизація арабо-мусульманського регіону.

## Сучасний ісламський тероризм

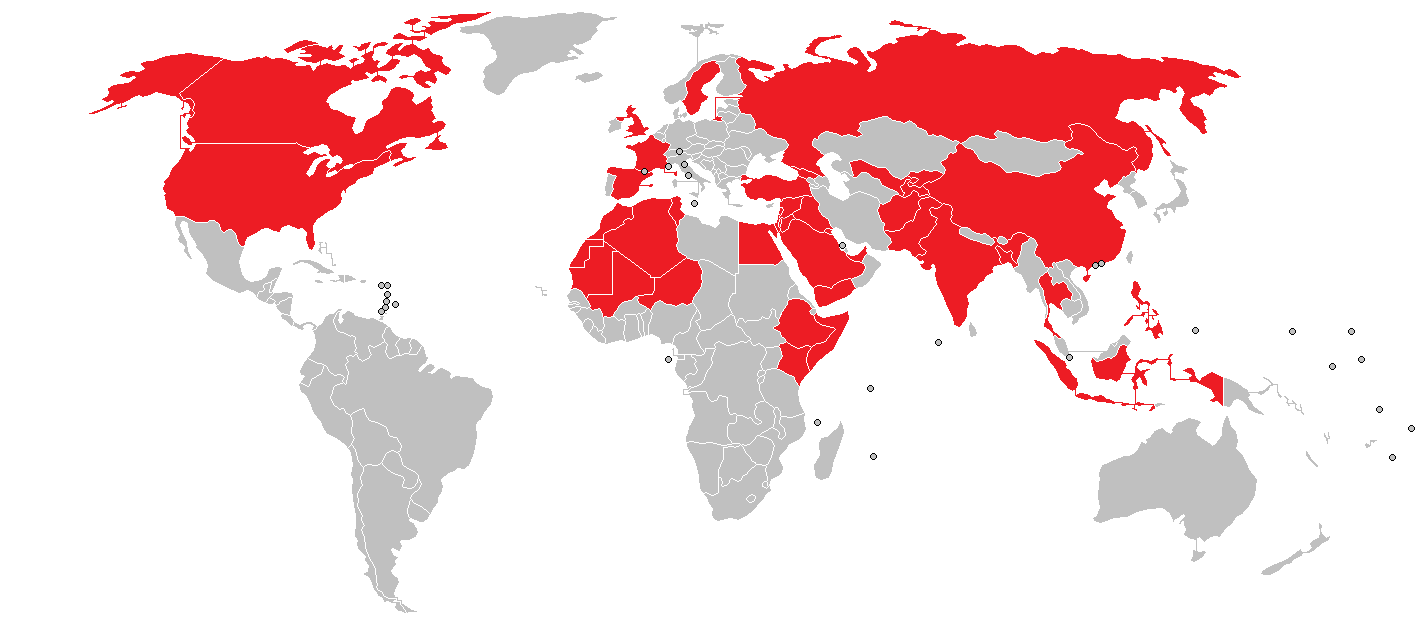
Червоним виділені країни, що піддавалися атакам ісламських терористів починаючи з 11 вересня 2001 р. включно

Центральне розвідувальне управління США вважає, що абсолютна більшість терористичних організацій у світі мають відношення до ісламізму. Так, за даними ЦРУ 2004 року з 80 міжнародних терористичних організацій 72 представляли войовничий іслам. У 2004 році вони скоїли 651 теракт, в яких загинуло 1907 осіб..

### Використання жінок яктерористок-самогубців
Організатори сучасного ісламістського тероризму почали активно використовувати жінок як терористок-смертниць, оскільки ті легше піддаються маніпулюванню в силу своєї більшої порівняно з чоловіками вразливістю.. До того ж жінки викликають менше підозри, ніж чоловіки, і тому їм легше проникати в заплановані для здійснення терактів місця.
Звичайною практикою є примус жінок-мусульманок, звинувачених у позашлюбних зв'язках, до вчинення терактів-самогубств як єдиного способу уникнути жорстокого покарання (зазвичай — вбивства від рук свого батька, брата чи чоловіка) і не допустити публічної ганьби для всієї її родини.
Деякі з жінок, що живуть в мусульманських сім'ях, погоджуються на теракт-самогубство, щоб звільнитися від нестерпних умов життя в родині, оскільки можливість розлучення для них практично виключена. Нерідким стало також явище, коли дівчина, продавана батьком літньому та осоружному їй чоловікові, воліє здійснити будь-який теракт, аби потрапити до в'язниці. У цьому випадку вона на тривалий термін стає недосяжною для нареченого та зазвичай перестає викликати у нього інтерес.

## Ісламістські організації світу
Організації, визнані низкою країн терористичними:
- Абу Сайяф (Філіппіни)
- Аль-Гамаа аль-Ісламі («Ісламська група») (Єгипет)[22]
- Аль-Джихад («Священна війна», «Holy War») (Єгипет)[22]
- Аль-Каїда («База»)[22]
- Аль-Харамейн («Будинок двох святинь») (Саудівська Аравія)[22]
- Армія звільнення Аден-Абійя (Ємен)
- Асбат аль-Ансар[22]
- Бойова ісламська група (Лівія)
- Брати-мусульмани («Аль-Іхван аль-Муслімун», «Muslim Brotherhood»)[22]
- бригади мучеників Аль-Акси (оголошена терористичною організацією Ізраїлем, США, Канадою, Європейським союзом, Японією)
- Озброєна Ісламська Група
- Вища військова маджлісуль Шура Об'єднаних сил моджахедів Кавказу[22]
- Джама аль-Іслах аль-Іджтімаі
- Джама Іхья ат-Тураз аль-Ісламі
- Джемаа ісламія (Індонезія)
- уйгурів-Булгарська джамаат
- Джамаат Булгар (Афганістан) (Татарстан)
- Джамаат Шаріат (Північний Кавказ)
- Джунд аш-Шам («військо Великої Сирії»)[22]
- Єгипетський ісламський джихад (Єгипет)
- Ісламський визвольний фронт моро (Філіппіни)
- Ісламський джихад («Ісламський джихад — джамаат моджахедів», «Група ісламського джихаду», «Islamic jihad group»)[22]
- Ісламська армія Іраку
- Ісламський рух Узбекистану[22], воно ж Ісламська партія Туркестану[22]
- Кавказький емірат («Імарат Кавказ»)[22]
- Конгрес народів Ічкерії та Дагестану[22]
- «Товариство відродження ісламської спадщини» («Джам Іхья ат-Тураз аль-Ісламі», «Islamic Heritage Revival Society») (Кувейт)[22]
- «Суспільство соціальних реформ» («Джам аль-Іслах аль-Іджтімаі», «Social Reform Society») (Кувейт)[22]
- Лашкар-і-Тайба (Пакистан)[22]
- Лашкар Джихад (Індонезія)
- марокканська ісламська група боротьби (Марокко)
- Ріядус-Саліхін
- Салафістське група проповіді та джихаду (Алжир)[22]
- Такфір вал Хіджра (Єгипет)
- Талібан (Афганістан)[22]
- ХАМАС (оголошена терористичною організацією Канадою, Європейським союзом, Ізраїлем, Японією, США)
- Хезболла (оголошена терористичною організацією в 6 країнах, Австралії, Великої Британії, Канаді, Ізраїлі та США)
- Хізб ут-Тахрір аль-Ісламі («Партія ісламського визволення», «Islamic Salvation Party») (визнана терористичною організацією в ряді держав Середньої Азії і в Росії)[22]

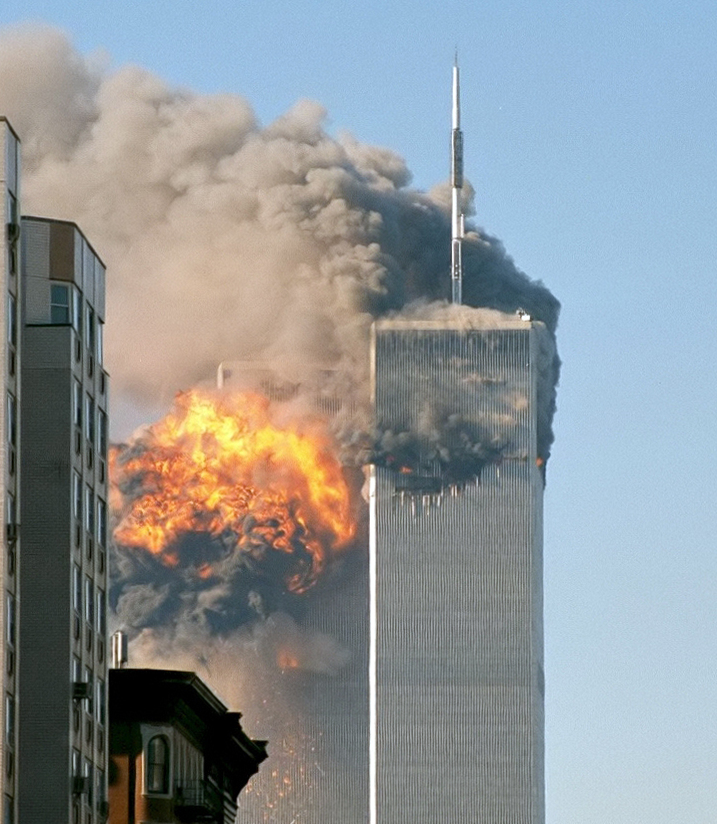
Рейс 175 United Airlines вибухнув після того, як він влетів у Південну вежу Всесвітнього торгового центру під час терактів 11 вересня

- Хорасан

## Деякі теракти, пов'язані з ісламістським ідеологією

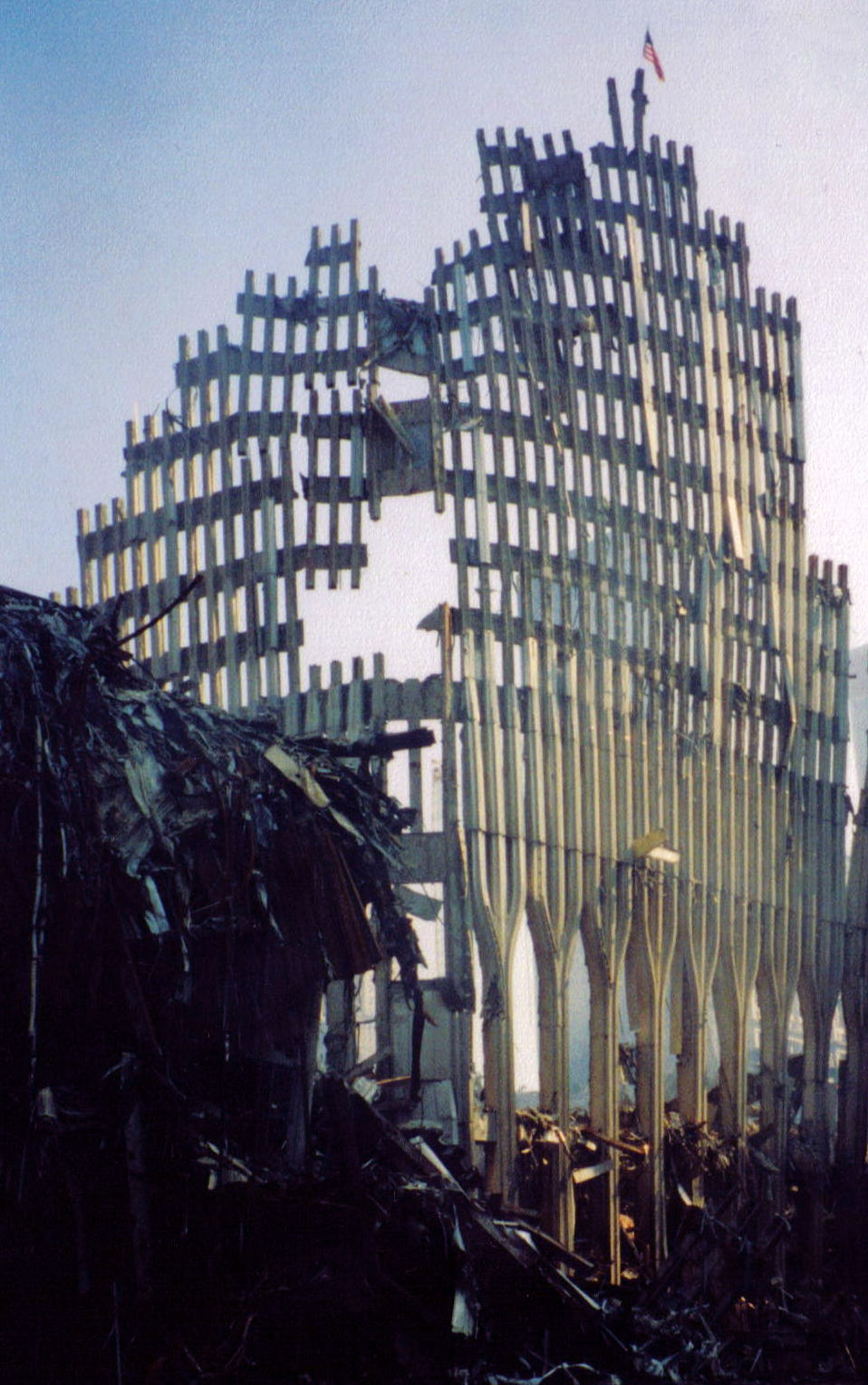
Руїни Всесвітнього торгового центру після атаки Аль-Каїди

- 1994 — вибух в ізраїльському культурному центрі в Аргентині. Здійснено організацією «Ісламський Джихад».
- 1995, 14-20 червня — рейд Шаміля Басаєва на Будьонівськ (Росія), масове захоплення заручників в будівлі лікарні. загинуло понад 200 осіб.
- 1995, 25 липня — вибух газового балона на станції Saint Michel (Франція), 8 осіб було вбито, 200 отримали поранення. Озброєна Ісламська Група.
- 1995 6 жовтня — вибух газового балона на станції паризького метро Maison Blanche, 30 людей отримали поранення. Озброєна Ісламська Група.
- 1995, 24 грудня — захоплення французького аеробуса А-300 алжирськими терористами.
- 1995, 17 жовтня — вибух газового балона на станції Orsay (RER B), 30 людей отримали поранення. Озброєна Ісламська Група.
- 1996, 9-15 січня — рейд Радуєва на Кизляр (Росія). Захоплення лікарні.
- 1997, 28 липня — двоє терористів-смертників підірвали себе на ринку Єрусалима. 15 осіб загинуло. Відповідальність на себе взяла організація Хамас.
- 2001, 11 вересня — атака самогубців на будівлі Всесвітнього Торгового Центру в Нью-Йорку і на Пентагон (США). Аль-Каїда[23].
- 2002, Норд-Ост — захоплення театру в Москві. Ріядус-Саліхін.
- 2003, 13 травня — атака терористів-смертників на квартал, де проживають іноземці в Ер-Ріяді (Саудівська Аравія). 50 вбитих.
- 2004, 6 лютого стався потужний вибух у вагоні поїзда між станціями метро "Автозаводська" і "Павелецкая". Загинуло 39 людей, поранено 120. В організації вибуху були звинувачені чеченські сепаратисти.
- 2004, 11 березня — серія вибухів у поїздах на залізничних вокзалах «Аточа», "Ель-Посо" і "Санта Еухенія"у Мадриді (Іспанія), 191 особа загинула, близько 1500 поранено. Організатор — Аль-Каїда[23].
- 2004, 29-30 травня — драма із захопленням та звільненням заручників в Хобаре (Саудівська Аравія).
- 2004, 24 серпня — вибух двох російських пасажирських літаків чеченськими терористка-смертниця. 87 вбитих. Організатор — Ріядус-Саліхін.
- 2004, 31 серпня — приблизно в 20:15 поруч зі станцією метро «Ризька» терористка-смертниця привела в дію вибуховий пристрій потужністю до двох кілограмів у тротиловому еквіваленті. Судячи з усього, бомба була начинена осколковими компонентами, оскільки жертв виявилося багато — 10 людей загинули, понад 50 отримали поранення. (Вибух біля метро «Ризька» у Москві (Lenta.ru) ). Організатор — Ріядус-Саліхін.
- 2004 — Терористичний акт в Беслані — захоплення школи в Росії. Організатор — Ріядус-Саліхін.
- 2005, 13 травня — Масові заворушення в Андижані — загинуло 170 людей, понад 500 поранено.
- 2005, 7 липня — серія вибухів в лондонському метро та міських автобусах, близько 50 осіб загинуло, більш 1000 поранено[23].
- 2009, 24 квітня — дві терористки-смертниці підірвали себе біля шиїтської мечеті в кварталі Казімія (Багдад). 66—71 загиблий, не менше 127 поранених.[24][25][26]
- 2010, 3 вересня в Кветті (Пакистан) смертник-самовбивця підірвав себе в натовпі мусульман-шиїтів. Загинуло 73 особи, ще 160 були доставлені до лікарні. Відповідальність за теракт взяло на себе сунітська угруповання Лашкар-і-Джангаві[en][27].
- 2010, 8 листопада — в місті Дарре-Адам-Хель (Пакистан) смертник підірвав себе в мечеті шиїта, загинуло понад 70 людей[28].
- 2011, Квітень — в Індонезії смертник підірвав себе в мечеті під час п'ятничної молитви з криком «Аллах акбар»[29].

### У культурі
Пісня In the Name of God з альбому Attero Dominatus групи Sabaton спрямована проти ісламського тероризму.